# Kodumudi
Kodumudi es una ciudad y nagar Panchayat situada en el distrito de Erode en el estado de Tamil Nadu (India). Su población es de 13225 habitantes (2011). Se encuentra a orillas del río Kaveri, a 38 km de Erode y a 66 km de Tirupur.

## Demografía
Según el censo de 2011 la población de Kodumudi era de 13225 habitantes, de los cuales 6527 eran hombres y 6628 eran mujeres. Kodumudi tiene una tasa media de alfabetización del 79,62%, inferior a la media estatal del 80,09%: la alfabetización masculina es del 87,87%, y la alfabetización femenina del 71,62%.